# Marlett
Marlett – krój pisma (font) formatu TrueType wykorzystywany w systemach Microsoft Windows, począwszy od Windows 95. System operacyjny używa tego kroju do tworzenia ikon interfejsu użytkownika znajdujących się w menu i oknach. Przykładami są przyciski do zamykania, maksymalizacji oraz minimalizacji okna, których elementy stanowią pojedyncze glify tego fontu. Umożliwiło to użytkownikom skalowanie elementów interfejsu oraz proporcjonalną zmianę rozmiaru ikon.

## Rozmieszczenie znaków
Ze względu na wyspecjalizowaną naturę glifów fontu, wiele spośród podanych niżej mapowań jest szacunkowych:
|    | _0      | _1      | _2      | _3      | _4      | _5     | _6     | _7      | _8      | _9      | _A     | _B     | _C     | _D     | _E     | _F      |
| -- | ------- | ------- | ------- | ------- | ------- | ------ | ------ | ------- | ------- | ------- | ------ | ------ | ------ | ------ | ------ | ------- |
| 0_ |         |         |         |         |         |        |        |         |         |         |        |        |        |        |        |         |
| 1_ |         |         |         |         |         |        |        |         |         |         |        |        |        |        |        |         |
| 2_ |         |         |         |         |         |        |        |         |         |         |        |        |        |        |        |         |
| 3_ | 🗕 1F5D5 | 🗖 1F5D6 | 🗗 1F5D7 | ⏴ 23F4  | ⏵ 23F5  | ⏶ 23F6 | ⏷ 23F7 | ⭳ 2B73  | 🞂 1F782 | 🞃 1F783 |        |        |        |        |        |         |
| 4_ |         |         |         |         |         |        |        |         |         |         |        |        |        |        |        |         |
| 5_ |         |         |         |         |         |        |        |         |         |         |        |        |        |        |        |         |
| 6_ |         | ✔ 2714  | ✓ 2713  | 🭽 1FB7D | 🭿 1FB7F | ⎾ 23BE | ⏌ 23CC | ⬛ 2B1B | • 2022  | ● 25CF  | ◜ 25DC | ◞ 25DE | ◜ 25DC | ◞ 25DE | ⬤ 2B24 | 🮞 1FB9E |
| 7_ | 🮞 1FB9E | ─ 2500  | 🗙 1F5D9 | ❓ 2753 | ⯅ 2BC5  | ⯆ 2BC6 | ⬍ 2B0D | 🞀 1F780 | 🮟 1FB9F | 🮟 1FB9F |        |        |        |        |        |         |

     Litera
     Cyfra
     Znak interpunkcyjny
     Symbol
     Inny
     Niezdefiniowany